# Anton Kalt
Anton Kalt (* 6. September 1903 in Gelsenkirchen; † 1975) war ein deutscher Bergmann, Widerstandskämpfer und Buchautor.

## Leben
Anton Kalt, Sohn eines überzeugten Kommunisten, erlernte den Beruf des Bergmanns und arbeitete zunächst auf der Zeche Freie Vogel & Unverhofft in Schüren bis zu ihrer Stilllegung im Jahr 1925. Bereits im Alter von 16 Jahren nahm er als Meldereiter der Roten Armee am Ruhraufstand teil.
Nach 1925 war er als Arbeiter auf der Aplerbecker Hütte tätig, bis er in der Nacht vom 2. auf den 3. März 1933 zusammen mit seinem Bruder Hans von den Nazis verhaftet, acht Wochen von der Gestapo in der Dortmunder Steinwache misshandelt und später in das KZ Esterwegen verschleppt wurde. Da er aufgrund seiner Verbindung zum Freidenkertum und seiner KPD-Mitgliedschaft – er gilt als der Gründer der Partei in Aplerbeck – für wehrunwürdig befunden wurde, arbeitete er ab 1940 als Bergmann auf der Zeche Kaiserstuhl in der Dortmunder Nordstadt.
Zusammen mit anderen entfernte Kalt kurz vor Einmarsch der Amerikaner Sprengladungen an Eisenbahnbrücken im Raum Aplerbeck, um ihre sinnlose Zerstörung zu verhindern. Am 12. April 1945 hisste er auf dem Turm der evangelischen Kirche im Ort, der „Großen Kirche“ die weiße Fahne und eilte als einziger Parlamentär nach Sölde, um dem Kommandanten zu erklären, dass in Aplerbeck kein Widerstand geleistet werde. Daraufhin wurde er von der amerikanischen Militärführung zum Ortsbürgermeister ernannt.
Anton Kalt, der mit dem Maler und überzeugten KPD-Mitglied Hans Tombrock politisch eng verbunden war, beteiligte sich nach dem Zweiten Weltkrieg maßgeblich am Wiederaufbau der KPD in Dortmund. Seit 1948 übte er trotz seiner Parteizugehörigkeit die Leitung des städtischen Fuhrparks aus.

## Werk
Kalt erreichte bereits vor der „Machtergreifung“ 1933 in Aplerbeck eine gewisse Bekanntheit. Bei Auftritten mit seinem Kasperletheater und einer Varietégruppe auf Parteiveranstaltungen verulkte er regelmäßig lokale Persönlichkeiten wie Politiker und Beamte. Mit seinem Buch „Hasenkuckuck. Schelmengeschichten vom Haarstrang“, das zuletzt 1986 neu aufgelegt wurde, erreichte er nach dem Zweiten Weltkrieg eine lokale Popularität. In diesem Buch schildert er in mehreren Anekdoten das Leben im Bergarbeitermilieu zu Beginn des letzten Jahrhunderts. Seine Erzählungen beruhen auf tatsächlichen Begebenheiten, die Namen seiner Akteure sind zwar verändert, werden aber im Anhang der letzten Auflage des Buches aufgelöst. Ein zweiter Band befand sich in Vorbereitung, ist aber nicht veröffentlicht worden.

## Trivia
Neben seiner Schriftstellerei erreichte Kalt zusätzliche Bekanntheit durch seinen langjährigen Hausgenossen, Fips den Affen, den er einem Wanderzirkus abgekauft hatte.
Nach Anton Kalt wurde der Anton-Kalt-Weg in Schüren in der Nähe des Phoenix-Sees benannt.